# Emanuel Martinez
Emanuel Martinez (, ) é um maestro, compositor e professor.
Como maestro convidado vem atuado à frente de diversos coros e orquestras tanto no Brasil como no exterior, destacando a Orquestra Sinfônica do Paraná, Orquestra Sinfônica de Londrina, Orquestra Sinfônica de Ribeirão Preto, Orquestra Sinfônica de Goiás, Orquestra Sinfônica de Minas Gerais, Orquestra Sinfônica do Estado de SP, Orquestra Sinfônica do Festival de Campos do Jordão, Orquestra Sinfônica da Oficina de Música de Curitiba, Camerata Antiqua de Curitiba, Orquestra Sinfônica do Festival de Música de SC, Orquestra Sinfônica do Rio Grande do Norte, Orquestra de Câmera da EMUFRN, Orquestra de Câmara do III Gramado in Concert - Festival Internacional de Música de Gramado, além de outras atuações na França, Portugal, Espanha e Japão.
Paralelamente à atividade de maestro, desenvolve atividades didáticas como professor de regência junto a prefeituras, Estados da União, escolas de música, universidades, cursos, workshop, seminários e festivais de música e atividade de jurado em bancas examinadoras em orquestras, corais profissionais, universidades e premiações em diversos Estados brasileiros.
Como diretor artístico já atuou à frente do Festival de Corais no Teatro Paulo Eiró, S. Paulo (1974-1976); I Semana de Arte de Belo Horizonte (1978); Festival de Coros em S. Luiz do Maranhão (1981-1983) e Festival de Música de Câmara de Curitiba (1999 e 2000).
Em seu repertório constam algumas primeiras audições, como a "MISSA SOLEMNIS" de Antônio Rayol, gravada em disco e em vídeo para a FUNTEVÊ (RJ), "CONCERTO PARA VIOLÃO e orquestra em re maior", Op. 99, de Mário Castelnuovo-Tedesco (1990), "CONCERTO PARA DOIS VIOLÕES e orquestra em sol maior", Op. 201 de Mário Castelnuovo-Tedesco (2001), primeira audição sul-americana do "REQUIEM" de Andrew Lloyd Webber (1991) e "LIVERPOOL ORATÓRIO" de Paul McCartney (1993).
Seu trabalho vem sendo reconhecido pela crítica especializada em todo o país e como maestro no Teatro Guaíra, foi homenageado pela Câmara dos Vereadores de Curitiba (1987 e 1996), Assembléia Legislativa do Estado do Paraná (1991), e pelo Exército Brasileiro (1992), além de ser indicado para receber, a nível nacional pelo Ministério da Cultura do Brasil, o prêmio de "MELHOR DO ANO de 1995", na qualidade de maestro de coro.
Como escritor é autor de nove livros, além de escrever como articulista para diversos periódicos, revistas e sites especializados.
Foi o maestro titular do Coral Sinfônico do Paraná - Nova Philarmonia - (1986-2015) no Teatro Guaíra, Orquestra Nova Philarmonia e do Madrigal Brasil (2008-2015); como maestro do Teatro Guaíra, atuou como assistente da Orquestra Sinfônica do Paraná (1990 a 1998); como maestro assistente da Orquestra Sinfônica da Oficina de Música de Curitiba (1991 a 2009); como maestro da Orquestra e professor do Curso Superior de Regência da Escola de Música e Belas Artes da Universidade Estadual do Paraná (1999 a 2010).
Dentro das atuações profissionais mais recentes está o concerto de encerramento da XXIV Oficina de Música de Curitiba (2006); o concerto com a Orquestra de Cordas e a ópera King Arthur de Purcell, ambos dentro da XXV Oficina de Música de Curitiba (2007); participação do concurso internacional para o cargo de maestro assistente da Orquestra Sinfônica UNINORTE em Assunción - Paraguay sendo aprovado para a função (fevereiro de 2008); tournée nacional de 100 dias com a realização de 74 concertos dentro do projeto SONORA BRASIL do SESC Nacional com o Madrigal Paidéia (hoje Madrigal Brasil) com obras para coro “a cappella” de Heitor Villa-Lobos, resultando na gravação de DVD (2008); acompanhou o cantor Andrea Bocelli na tournée brasileira com o coro NOVAPHILARMONIA (hoje Coral Sinfônico do Paraná) (2009); tournée com a Orquestra de Câmara de S. Bento do Sul no Estado de SC (2009); concerto com a Camerata
Positivo a convite da Universidade Positivo uma homenagem ao cantor lírico Rio Novello (2010); concerto com a Orquestra Sinfônica do Rio Grande do Norte (2012); maestro e professor no Festival de Música de Cascavel (1989-2016) e do no Festival de Música de Paranaguá (2011-2012); maestro do Teatro Guaíra (1985-2015) maestro da Orquestra de Câmara de São Bento do Sul - SC (2012-2013); maestro do Madrigal de Universidades Federal do Rio Grande do Norte em Natal/RN (2015-2016); seminário de regência coral para o curso de licenciatura em música da Escola de Música da UFRN (maio 2016); homenagem comemorativa aos 50 anos do Madrigal da UFRN no Concerto de encerramento das festividades comemorativas do Madrigal da UFRN (dezembro 2016); Seminário de Regência Coral no FEMACO São Luis/MA (outubro 2016); professor de Regência Coral e regência no Concerto da Orquestra de Câmara do III Gramado in Concert (fevereiro 2017) e maestro do Coral Canto do Povo - Natal/RN (2017); Jurado no Prêmio Elisabete Anderle de Estímulo à Cultura em Florianópolis/SC (julho 2017); Opera Die Fledermaus de Johann Strauss II em Curitiba (2018)..

## O maestro
Em fevereiro de 2008, o maestro foi aprovado em concurso internacional para ocupar o cargo de maestro assistente da Orquestra Uninorte em Asunción, Paraguay.
Realizou tournée promovida pelo SESC nacional no Projeto Sonora Brasil, realizando junto ao Madrigal Paidéia em todo o território nacional.
Participou com o Coro Novaphilarmonia (Teatro Guaíra) da tournée Brasil 2009 do tenor Andrea Bocelli, nas cidades do Rio de Janeiro e São Paulo.
Em seu repertório constam as seguintes primeiras audições no Brasil:
- MISSA SOLEMNIS de Antônio Rayol,
- CONCERTO PARA VIOLÃO e orquestra em RE MAIOR, Op. 99, de Mario Castelnuovo-Tedesco,
- CONCERTO PARA DOIS VIOLÕES e orquestra em SOL MAIOR, Op. 201 de Mario Castelnuovo-Tedesco,
- REQUIEM de Andrew Lloyd Webber
- LIVERPOOL ORATÓRIO de Paul McCartney

## Composições
- Sinfonia Concertante (2001)
- Poema Sinfônico (2002)
- Obras para órgão: "REFLEXÕES", Ed. VP. Rio de Janeiro (1986)